# Arytrurides
Arytrurides é um gênero de traça pertencente à família Arctiidae.